# Allasdale
Allasdale, schottisch-gälisch: Athalasdal, ist ein Dorf auf der Insel Barra, die zu den südlichen Inseln der Äußeren Hebriden in Schottland gehört.
2007 wurden einige prähistorische Strukturen untersucht, die unter Sanddünen begraben lagen und durch die Winterstürme des Jahres 2005 teilweise freigeweht wurden. Unter den Funden befanden sich bronzezeitliche Steinkisten, ein Stein mit Pflug-Marken und Reste eisenzeitlicher Rundhäuser, die Ähnlichkeiten mit jenen bei Skara Brae auf den Orkney aufwiesen. Ein Wheelhouse war mit einem Souterrain verbunden – eine Struktur, die auf die Ausübung von Ritualen hindeutet.
In der Nähe liegt der Cairn von Dun Bharpa.